# Le Knight Club
Le Knight Club fue un grupo de música electrónica cuyos miembros fueron Guy-Manuel de Homem Christo, miembro del dúo francés Daft Punk y Éric Chédeville, alias Rico.

## Biografía
Le Knight Club fue formado en 1997 por Guy-Manuel de Homem Christo y Éric Chédeville. El grupo da origen a la fundación del sello discográfico Crydamoure, sobre el cual publicaron sus canciones entre 1997 y 2002. El grupo no había producido nada desde entonces, sin embargo, en 2006 remixearon Technologic (canción), de Daft Punk , grupo donde estaba Guy-Man.

## Discografía
Le Knight Club publide verdad có 45 mixes bajo el sello discográfico Crydamoure :
1. Santa Claus / Holiday On Ice (1997)
2. Intergalactik Disko (con DJ Sneak) (1998)
3. Troobadoor / Mirage (1998)
4. Boogie Shell / Coco Girlz / Mosquito / Coral Twist (1999)
5. Hysteria / Hysteria 2 (1999)
6. Gator / Chérie de Amoure (2001)
7. Nymphae Song / Rhumba (2002)
8. Soul Bells / Palm Beat / Tropicall (2002)
9. Think Love Not Hate (con DJ Sneak) (2015)
10. The Fight (2015)

La canción "The Fight" es extraído de la banda sonora de "Les Portes Du Soleil - Algérie Pour Toujours"
Fue subida a la plataforma SoundCloud el 29 de junio de 2015 por Éric Chédeville.